# Чопчем
Чопчем — пресноводное озеро на территории Чалнинского сельского поселения Пряжинского района Республики Карелии.

## Общие сведения
Площадь озера — 1,5 км². Располагается на высоте 126,3 метров над уровнем моря.
Форма озера продолговатая. Берега каменисто-песчаные, местами заболоченные.
С южной стороны озера вытекает ручей Чапай, впадающий с правого берега в реку Кутижму, в свою очередь, впадающую в реку Шую.
Населённые пункты и автодороги вблизи водоёма отсутствуют.
Код объекта в государственном водном реестре — 01040100111102000017365.